# Leucandra ovata
Leucandra ovata är en svampdjursart som först beskrevs av Poléjaeff 1883.  Leucandra ovata ingår i släktet Leucandra och familjen Grantiidae. Inga underarter finns listade i Catalogue of Life.